# Euscorpius italicus
Euscorpius italicus ist eine Skorpionart aus der Familie der Euscorpiidae. Das Areal mit regelmäßigen Vorkommen der mit bis zu 50 mm Länge größten Art der Gattung Euscorpius reicht vom Südosten Frankreichs bis an die Ostküste des Schwarzen Meeres in Georgien und Russland. Euscorpius italicus gilt als ausgesprochener Kulturfolger und wird aufgrund seines häufigen Aufenthaltes in Häusern regelmäßig in andere Regionen verschleppt.
Wie bei allen Arten der Gattung Euscorpius sind auch die Stiche von E. italicus für den Menschen weitgehend harmlos. Die Wirkung ist mit der von Bienen- oder Wespenstichen vergleichbar.

## Merkmale
Euscorpius italicus und Euscorpius naupliensis unterscheiden sich von den anderen Arten der Gattung durch die erheblich größere Zahl von Trichobothrien an der Unterseite der Pedipalpenhand (Chela manus) und durch die große Zahl von Trichobothrien an der Außenseite der Patella der Pedipalpen. Die morphologischen Unterschiede zwischen den beiden Arten sind gering. Im Unterschied zu E. naupliensis hat E. italicus 7–12 (meist 8–10) Trichobothrien an der Unterseite der Pedipalpenhand, meist 12–13 Trichobothrien an der Unterseite der Pedipalpenpatella und 30–41 Trichobothrien an deren Außenseite. Die Trichobothriengruppe „em“ an der Außenseite der Pedipalpenpatella hat meist 5 Trichobothrien, die Gruppe „esba“ ist fast immer vorhanden.
Mit bis zu 50 mm Länge ist Euscorpius italicus die größte Art der Gattung Euscorpius, im Mittel bleiben die Tiere jedoch deutlich kleiner. Schweizer Tiere hatten Längen zwischen 29,2 und 49,4 mm, Männchen hatten eine mittlere Länge von 37,3 mm, Weibchen erreichten im Mittel 38,6 mm. Die Tiere sind insgesamt dunkel rötlich braun bis blauschwarz, nur Bauchseite und Telson sind etwas heller.

## Verbreitung und Lebensraum
Das Areal mit regelmäßigen Vorkommen reicht vom Südosten Frankreichs über das Tessin und dem Misox in der Schweiz, Nord- und Mittelitalien und den westlichen Teil der Balkanhalbinsel bis Südwestgriechenland. Davon geografisch getrennt ist außerdem fast die gesamte Küste des Schwarzen Meeres in der Türkei, Georgien und Russland besiedelt. Euscorpius italicus gilt als ausgesprochener Kulturfolger und wird aufgrund seines häufigen Aufenthaltes in Häusern regelmäßig in andere Regionen verschleppt. Als eingebürgert gelten die Vorkommen in Algerien, Marokko, dem Jemen und dem Irak und möglicherweise auch das Vorkommen in Rumänien.
Die Art wird fast ausnahmslos im menschlichen Siedlungsraum an alten Begrenzungs- oder Hausmauern oder in anderweitig vom Menschen stark veränderten Lebensräumen wie mit Bruchsteinmauern terrassierten Weinbergen und Edelkastanienkulturen angetroffen. Vorkommen an natürlichen Standorten sind nur von gebirgsartigen Hügelketten in den italienischen Regionen Toskana und Latium bekannt.

## Systematik
E. italicus wird zusammen mit Euscorpius naupliensis in die Untergattung Polytrichobothrius gestellt. E. naupliensis wurde erst 2002 aufgrund morphologischer und genetischer Unterschiede von E. italicus abgetrennt.

## Lebensweise
E. italicus frisst wie wohl alle Arten der Gattung Gliederfüßer jeder Art in der passenden Größe. Als Beutetiere sind im Freiland nachgewiesen die Rollassel Armadillidium vulgare, Hundertfüßer der Gattungen Cryptops und Scutigera, der Gemeine Ohrwurm (Forficula auricularia), Feldgrillen (Gryllus campestris), die Waldgrille (Nemobius sylvestris) sowie verschiedene Nachtfalter und Webspinnen.

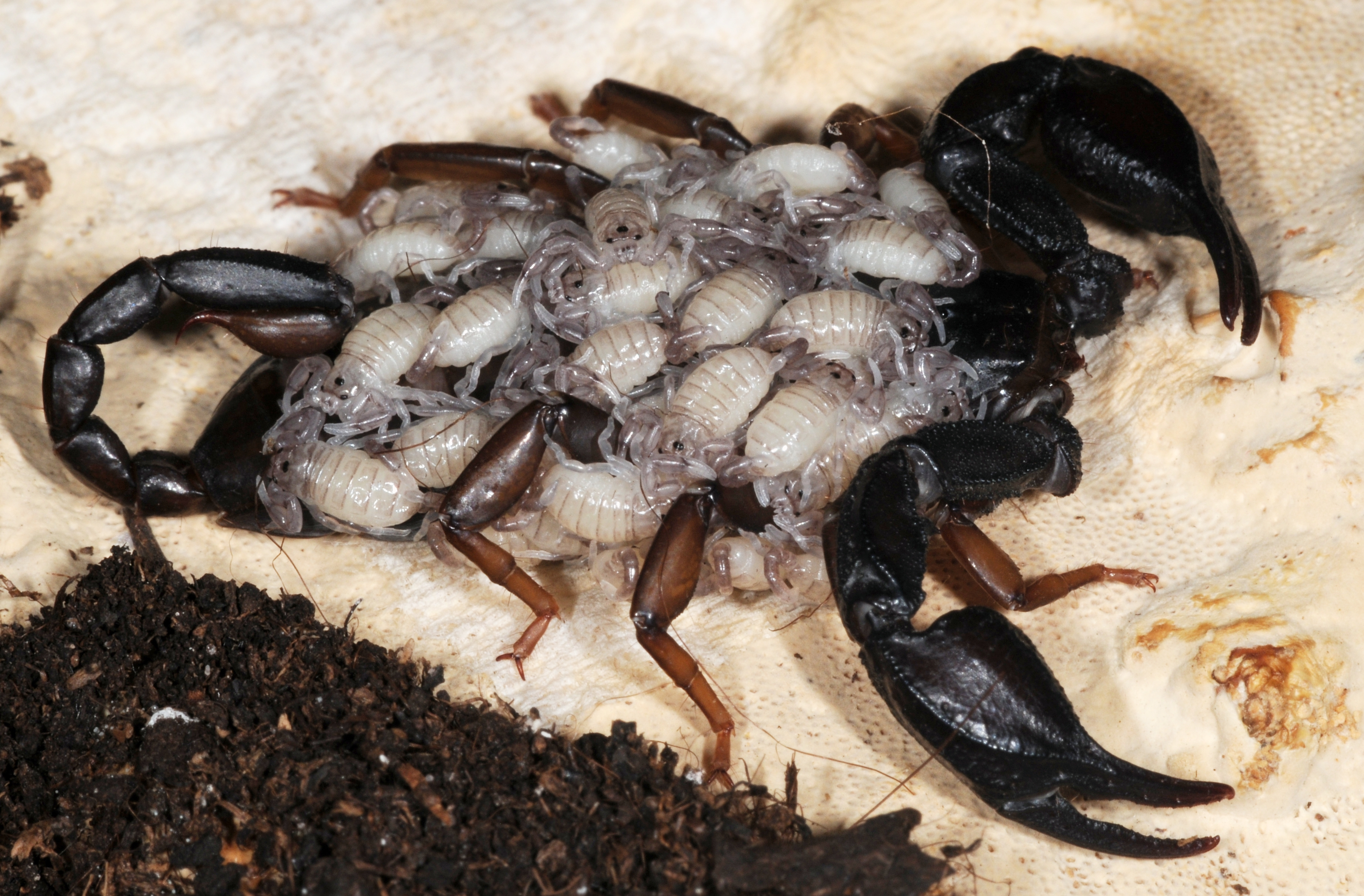
E. italicus, Weibchen mit Jungtieren

Weibchen mit Jungtieren wurden im Freiland bisher nur im August und September beobachtet, auch die Paarungen finden offenbar nur in diesem Zeitraum statt. Demnach bekommen die Tiere wohl nur einmal im Jahr Junge und die Tragzeit dauert 11 bis 11,5 Monate. E. italicus ist wie alle Skorpione lebendgebärend (vivipar), die Jungtiere reißen sofort nach der Geburt ihre Embryonalhaut auf und klettern auf den Rücken der Mutter. Die Anzahl der Jungtiere ist nur von trächtigen Wildfängen bekannt, deren Junge im Labor zur Welt kamen, hier lag die Jungtierzahl je Weibchen zwischen 9 und 62. Wie bei Skorpionen üblich verlassen die jungen Skorpione ihre Mutter nach der ersten Häutung, diese erfolgt bei E. italicus nach 6 bis 7 Tagen.
Nach Gefangenschaftsbeobachtungen benötigen Männchen 5–6, Weibchen 6–7 Häutungen bis zur Geschlechtsreife, nach Braunwalder dürften die Tiere im Freiland dann ein Alter von mindestens 2–3 (Männchen) bzw. 2,5–4 Jahren (Weibchen) haben. Beide Geschlechter haben im Normalfall wohl eine Lebenserwartung von 4 bis 8 Jahren, im Labor lebte ein Weibchen noch nach 10 Jahren. Angaben zu natürlichen Feinden oder Parasiten liegen aus dem Freiland nicht vor.

## Gefährdung
Die Gefährdungssituation wird in verschiedenen Gebieten unterschiedlich eingeschätzt, in Südtirol gilt die Art als ungefährdet, im restlichen Italien und in der Schweiz als gefährdet. Nach Braunwalder sind die Hauptgefährdungsfaktoren in der Schweiz die Zerstörung der von der Art präferierten Trockenmauern durch Neu- und Umbauten von Gebäuden, Straßen, Stützmauern usw. sowie die Verbuschung von trockenen und halbtrockenen Standorten.